# Globální výchova
Globální výchova je poměrně novým pedagogickým směrem, který vznikl v osmdesátých letech 20. století při univerzitě v Yorku. Od té doby se rozšířil po celém světě, avšak největší vliv si uchovává v anglofonních zemích.
Jedni z předních představitelů tohoto směru – Graham Pike a David Selby – chápou globální výchovu jako směr, který propojuje reflexi globálních problémů Země (planetární vědomí), pedocentrismus (důraz na centrální postavení dítěte ve vzdělávacím procesu) a systémovou teorii (důraz na vztahy mezi prvky).

## Cíle globální výchovy
Cílem globální výchovy je podle zmiňovaných autorů utvářet osobnost člověka, který:
- Respektuje a přijímá lidi s odlišnými názory, pohledy na svět a rozdílným kulturním zázemím, neboť cítí, že mají podobná přání a potřeby jako on, že je s nimi v tomto smyslu spojen.
- Reflektuje ekonomickou, politickou, technickou, kulturní a ekologickou provázanost současného světa, problémy lidstva na globální i lokální úrovni, jejich vzájemnou souvislost, je si vědom trendů v jejich vývoji a také toho, jak je s nimi spojen jeho osobní život.
- Cítí (proto) zodpovědnost za svou aktivitu a osobní růst vůči sobě i svému okolí (světu).

## Metodika
V rámci globální výchovy rozlišují autoři čtyři vzájemně propojené dimenze, které dále rozpracovávají tak, že vymezují hlavní znalosti, dovednosti a postoje, jež si žáci (studenti) mají v průběhu vzdělávacího procesu osvojovat.
- Prostorová dimenze. Rozvíjí porozumění světu v jeho provázanosti a pochopení vzájemné závislosti (v kontrastu k atomistickému vnímání světa a lineárnímu myšlení). Provázanosti v rovině lokální a globální, mezilidských vztahů, různých vědních oborů atd. S tím úzce souvisí prožívání pocitu solidarity.
- Dimenze problémů. Zahrnuje porozumění globálním, lokálním i osobním problémům žáků, jejich vývoji a vzájemné spojitosti. Učí reflexi různých úhlů pohledu na dané problémy, včetně svého vlastního, a jejich respektování.
- Časová dimenze. Pomáhá uvědomění si spojitosti minulosti, přítomnosti a budoucnosti - ve světovém dění i vlastním životě. Zaměřuje se na předvídání a tvořivé plánování budoucnosti.
- Vnitřní dimenze. Jedná se o znalosti, dovednosti a postoje potřebné k tomu, aby se žáci vydali na cestu celoživotního osobnostního růstu a naplňovali tak odpovědnost vůči sobě a svému okolí (světu). Je přitom důležité rozvíjení jejich sebedůvěry, sebepoznání a vlastní identity, opravdovosti, cílevědomosti a uvědomění si důležitosti všestranného rozvoje osobnosti.

Z jiného hlediska můžeme v rámci globální výchovy rozlišit dvě základní dimenze. Dimenzi světa („cesta vnější“ - globální problémy, souvislosti apod.) a dimenzi já („cesta vnitřní“ – osobnostní rozvoj, vlastní život), v jejichž spojení vzniká ucelený obraz „já ve světě“.
Konkrétními tématy, kterými se globální výchova zajímá, jsou pak například problematika politického a ekonomického vývoje, životního prostředí, rovnosti ras a pohlaví, celostně chápaného zdraví, míru, řešení konfliktů, práv a odpovědnosti apod.

## Integrace globální výchovy do běžné školní výuky
Pike a Selby rozlišují metodu infuze, kdy jsou hlavní principy a témata globální výchovy začleňovány do jednotlivých předmětů školní výuky, a metodu integrace – pro uplatnění podstaty globální výchovy výhodnější - podle které je výuka organizována podle jednotlivých témat (např. rasismus, technologie apod.), jež žáci zkoumají z pohledu různých vyučovacích předmětů.

### Proces učení globální výchovy
Je velmi důležité, aby byl v souladu s jejími principy a tématy.
Proto je spojen s metodou transformace – vnitřně motivovaného učení, kde se učitel může stát studentem a student učitelem, neboť zde jde především o vzájemnou diskusi o problému, jeho nahlížení z více stran a konfrontaci různých názorů.
Typický je také důraz na atmosféru ve třídě a sdílené a žité hodnoty. Společenství žáků a učební proces by měly být založeny na demokratických a participativních principech, vzájemné úctě a důvěře, empatii a spolupráci.
Typickými prostředky, které globální výchova používá, jsou různé diskusní techniky, simulační hry, hry s rolemi, kritické čtení textu a další. Užívá tzv. Kolbova cyklu učení prožitkem, takže aktivity probíhají ve sledu stimulující prostředí – zkoumání problému – obecné závěry – akce.
Další vývoj globální výchovy souvisí s rozšířením chápání dříve zmíněné dimenze „vnitřní cesty“ o niterné vnitřní prožitky. Prostředkem k tomu je např. kultivování smyslů a poznávání rytmu těla pomocí metod jako je jóga, tanec, meditace, dechová cvičení či terapeutické techniky, které by měly souviset také s rozvíjením vztahu k přírodě.